# Pachybracon albescens
Pachybracon albescens är en stekelart som först beskrevs av Günther Enderlein 1920.  Pachybracon albescens ingår i släktet Pachybracon och familjen bracksteklar. Inga underarter finns listade i Catalogue of Life.